# King Conquer
King Conquer war eine 2001 gegründete Deathcore-Band aus Naples, Florida.

## Geschichte
Gegründet wurde King Conquer im Jahr 2001 von den Brüdern Adam und Chris Whited unter dem Namen Dark Skies Have Fallen. Unter diesem Namen erschien im Jahr 2005 die EP Conquer. Später änderte die Gruppe ihren Namen zu A Horror Story und schließlich zu King Conquer.
Die Gruppe hatte im Laufe ihrer Karriere mit zahlreichen Änderung in ihrer Besetzung zu kämpfen, sodass die finale Bandzusammenstellung bis zur Auflösung der Gruppe im Jahr 2019 aus Sänger James Mislow, dem Gitarristen Derick Caperton, sowie aus den beiden Whited-Brüdern am E-Bass bzw. Schlagzeug bestand. Die beiden ehemaligen Gitarristen Brodie Wheeler und John Byrd verstarben beide im Jahre 2016 an den Folgen ihrer Drogenabhängigkeit.
Nachdem die Band in den Jahren 2008 und 2009 mit Welcome to Hell und Decomposing Normality zwei EPs in Eigenregie veröffentlichte, nahm Mediaskare Records die Gruppe im Jahr 2010 unter Vertrag und veröffentlichte das Debütalbum Americas’ Most Haunted im gleichen Jahr. Für das Jahr 2012 wurde mit 1776 die Herausgabe des zweiten Albums angekündigt, jedoch erschien das Album aufgrund von Verzögerungen in der Produktion erst im Jahr darauf.
In ihrer Karriere tourte die Band gemeinsam mit Sworn In, The Last Ten Seconds of Life, Betrayal, Science of Sleep, Blind Witness, Suffokate, In Dying Arms und Here Comes the Kraken überwiegend auf nationaler Ebene.

## Stil
Zu Beginn der musikalischen Karriere spielte die Gruppe klassischen Metalcore. Später änderte sich ihr Stil zum Deathcore, wodurch auch eine Namensänderung der Band notwendig wurde. Dabei verwendet die Gruppe die für die Musikrichtung typischen Breakdowns, komplizierte Riffs, heftige Growls und dissonantes Gitarrenspiel. Die Band verarbeitete unter anderem politische Themen in ihren Texten.

## Diskografie
- 2005: Conquer (EP, Eigenproduktion, als Dark Skies Have Fallen)
- 2008: Welcome to Hell (EP, Eigenproduktion)
- 2009: Decomposed Normality (EP, Eigenproduktion, 2015 neu aufgelegt)
- 2010: Americas’ Most Haunted (Album, Mediaskare Records)
- 2013: 1776 (Album, Mediaskare Records)